# Lifford
Lifford (iriska: Leifear) är administrativ huvudort i Donegal i Republiken Irland. Lifford växte upp runt ett slott under 1500-talet. År 2011 hade Lifford totalt 1 658 invånare.